# Magnetoterapia
Ten artykuł opisuje teorie, metody lub czynności niezgodne ze współczesną wiedzą medyczną.
Magnetoterapia (terapia zmiennym polem magnetycznym niskiej częstotliwości) – dział  medycyny fizykalnej, wykorzystujący zmienne pola magnetyczne niskiej częstotliwości (do 100 Hz) i indukcji magnetycznej od 0,1 do 10 mT w terapii wybranych schorzeń.  Mechanizm działania pola magnetycznego na ustrój nie jest wyjaśniony. Pomimo tego zabiegi te stanowią jedną z metod wspomagających proces rehabilitacji.
Terapia ta potocznie przez pacjentów nazywana jest „magnetronikiem”.
W badaniu podwójnie ślepej próby z 2007 roku potwierdzono wpływ terapii na redukcję bólu oraz przyspieszenie procesu gojenia po zabiegu artroskopii stawu kolanowego.  Podobne wyniki uzyskano przy rekonstrukcji przedniego więzadła krzyżowego oraz po operacji wstawienia całkowitej endoprotezy stawu kolanowego.
Magnetoterapię wykorzystuje się w terapii stanów zapalnych stawów oraz chorobie zwyrodnieniowej stawów uzyskując redukcję bólu oraz zmniejszenie objawów.
Terapia wykorzystywana jest również w schorzeniach tkanek miękkich i skóry oraz dysfunkcji układu nerwowego.
Efekty biologiczne zmiennego pola magnetycznego':
- działanie przeciwbólowe
- działanie przeciwzapalne
- intensyfikacja procesów oddychania tkankowego
- zwiększenie wychwytywania tlenu przez tkanki
- mobilizacja mikrokrążenia
- stymulacja krążenia obwodowego
- działanie przeciwobrzękowe
- przyspieszenie procesów regeneracji tkanek miękkich
- przyspieszenie procesu zrostu kostnego
- wpływ na wolne rodniki tlenowe
- wpływ na szybkość przepływu bodźców eferentnych i aferentnych poprzez oddziaływanie na synapsy nerwowe
- działanie immunostymulacyjne.

Przeciwwskazania do stosowania magnetoterapii:
- ciąża
- choroba nowotworowa
- implanty elektroniczne
- czynna gruźlica płuc
- krwawienie z przewodu pokarmowego
- ciężkie infekcje

Pojęciem magnetoterapii często niepoprawnie określane są terapie niekonwencjonalne, które wykorzystują przeważnie stałe, bądź skrajnie słabe pola magnetyczne.
Analiza dotychczas przeprowadzonych badań naukowych dotyczących skuteczności terapii stałym polem magnetycznym publikowana w 2007 roku utrzymuje, że ta terapia nie może zostać uznana za skuteczną w przypadku zwalczania bólu, natomiast dane dotyczące działania w kontekście choroby zwyrodnieniowej stawów pozostają niewystarczające. W 2009 r. wykazano, że tak w przypadku choroby zwyrodnieniowej jak i w przypadku walki z bólem, terapia stałym polem magnetycznym jest nieskuteczna. W 2012 wskazano na brak efektywności terapii magnetycznej w reumatoidalnym zapaleniu stawów
W 2012 r., Amerykańskie Stowarzyszenie Raka (American Cancer Society) wydało oświadczenie twierdzące, że nie istnieją dowody na skuteczność magnetoterapii w leczeniu raka. Podkreślono jednocześnie, że pola magnetyczne są znane i wykorzystywane w medycynie konwencjonalnej, na przykład w kontekście obrazowania metodą rezonansu magnetycznego; badane są też inne możliwe zastosowania tego zjawiska.
W Polsce, w ramach medycyny fizykalnej, Aleksander Sieroń propaguje metodę magnetoterapii przy użyciu zmiennego pola magnetycznego, jednocześnie sugerując skuteczność terapii magnetycznej polami statycznymi.